# Центр досліджень публічної політики
Центр досліджень публічної політики (ЦДПП), англ. Centre for Public Policy Research — незалежна некомерційна дослідницька організація, розташована в Кочі, Індія. Він був створений у 2004 році. Організація проводить професійні дослідження, інтегруючи розробки у сферах освіти, засобів існування, управління, міських реформ та навколишнього середовища. Чотири зфокусовані навчальні центри — Центр міських досліджень CPPR, Центр порівняльних досліджень CPPR, Центр стратегічних досліджень CPPR та Академія CPPR.

## Історія
ЦДПП був задуманий як аналітичний центр з питань політики з боку молодих людей, які вірили у свободу вираження поглядів, верховенство закону та право на існування. Центр має на меті підтримати створення справедливого, соціально справедливого та екологічно безпечного суспільства, збагаченого принципами демократії та секуляризму.
У 2009 році Міністерство науки і технологій Індії уповноважило команду ЦДПП та Civitas Legal Solutions [5] для надання допомоги уряду Індії (GOI) у підготовці Національної політики обміну даними та доступності. [6] Кабінет Індії затвердив проект політики 15 лютого 2012 року.
ЦДПП також ініціював місію Digital RTI Mission[7] [8] у 2009 році, зробивши Кералу першим цифровим штатом Індії в Індії [9].

## Спрямовані центри досліджень ЦДПП

### Центр урбаністики ЦДПП
Сьюзен Зеелінскі, керуючий директор SMART Мічиганського університету, 2 вересня 2013 року запустила Центр містобудівних досліджень ЦДПП в Кочі.
Центр має на меті вивчення появи центрів зростання, ринкової активності та різноманітного характеру урбанізації в Індії. Він прагне розробити ринкові моделі побудови стійких систем та процесів для задоволення зростаючих потреб міських просторів. Це було в авангарді ініціювання «Дня автобуса [10] [11]» в Кочі, кампанії, спрямованої на брендування автобусів як найкращого способу пересування містом. Кампанія заохочувала людей залишати свої приватні транспортні засоби вдома і сісти на міські автобуси, щоб зрозуміти важливість системи громадського транспорту для зменшення транспортних та екологічних проблем.

### Центр Порівняльних Досліджень
Д-р Чандра Ранаде, [12] Ад'юнктурний факультет Міжнародного університету Вірджинії, відкрив Центр порівняльних досліджень ЦДПП в Кочі 6 вересня 2013 року.
Центр вивчає соціально-економічні та політичні фактори, що впливають на розвиток держав Індії. Він аналізує еволюцію демократичних процесів, схеми голосування та нових учасників конфліктів у штатах Індії. Центр також вивчає відносини Центр-держава, відносини держава-держава та відносини міста-міста в постглобалізованому світі.

### Центр Стратегічного Досліджень
Центр стратегічних досліджень ЦДПП був запущений в Кочі 16 серпня 2013 року. Подія була відзначена лекцією на тему «Перспективи АСЕАН в політиці поглядів на схід Індії», яку виголосив доктор Ернест Бауер, старший радник і кафедра Сумітро для досліджень Південно-Східної Азії, Центр стратегічних і міжнародних досліджень (CSIS), Вашингтон. спільно з Управлінням з громадських справ, Генеральним консульством США, Ченнаї.
Центр ініціює дослідження в галузі енергетичної безпеки, морської безпеки, тероризму, міждержавного та міждержавного співробітництва та екстремізму. Він спрямований на розвиток бази даних та досвіду безпеки в Індії на регіональному рівні. Вона також спрямована на розробку плану бачення взаємовідносин Центр-Держава у національній безпеці. Це допоможе урядові Індії та його органам безпеки розробити рамки для посилення безпеки та координації на державному рівні.

### Академія ЦДПП
Академія ЦДПП має на меті сприяти науковому дослідженню та науковому мисленню та прагне поширювати знання про дослідження публічної політики. Академія має намір шукати партнерських стосунків з однодумцями та установами по всьому світу.

## Семестр на морі
Близько 80 студентів та співробітників Семестру в морі (SAS), 105-денного академічного подорожі по всьому світу плаваючим містечком, MV Explorer, що був на якорі в Кочі в 2010 році. Учасники відвідали офіс ЦДПП в Кочі, щоб відвідати презентація на тему «Соціальна справедливість, стійкий розвиток та демократія в Індії». SAS — це унікальний курс, призначений для студентів різних потоків та національностей, які мають сеанси всередині корабля. Університет Вірджинії є академічним спонсором програми.
Завдяки зусиллям КППР на сьогоднішній день SAS перетворився на звичайну справу з Кочі та Індією. Центр приймав SAS шість разів з 2010 року, останньою була тематична сесія на тему «Глобальна торгівля з точки зору Індії» у березні 2016 року.

## Закінчення Школи для студентів Юридичних наук
ЦДПП проводить триденний курс посвідчення на проживання для випускників юридичних наук, який називається Школа закінчення для студентів юридичних факультетів (FSL). Курс пропонує учасникам унікальну думку про юридичну практику. Він організований Центром альтернативного вирішення спорів (ADR), крилом вирішення суперечок ЦДПП. Створений у 2008 році, Центр ADR надає передові послуги для сприяння зростанню АДР в Індії.

## Літня та зимова школи з методів дослідження публічної політики
Концепція зимової школи була започаткована в 2012 році, коли Фонд економічних досліджень Атласу або Атласна мережа та CPPR зібралися разом, щоб розпочати пілотне підприємство з надання необхідної підготовки дослідницькій техніці дослідникам публічної політики по всьому світу. Дивно, але було встановлено, що багато установ, що працюють на арені публічної політики, адвокації та аналізу політики, проводили дослідження з меншим розумінням дослідницьких методик або їх взагалі не розуміють. Мережа Атласу хотіла, щоб ЦДПП навчав науково-дослідні установи та окремих дослідників, які можуть використовувати навички для своєї діяльності у своїх країнах. Основна мета полягала в тому, щоб полегшити дослідження, які виділялися своєю оригінальністю думки та підходу. Протягом багатьох років і літні школи, і зимові школи залучали учасників з Європи, Африки, Австралії, Америки та Азії.

## Стажування
ЦДПП пропонує можливість стажування для студентів та аспірантів, які прагнуть взаємодіяти з простором публічної політики. Він прийняв понад 100 стажистів з різних освітніх та культурних обставин, які стали його послами на території кампусу в Індії та за кордоном.

## Щоквартальна серія лекцій ЦДПП
Щоквартальна серія лекцій ЦДПП — це одне з престижних заходів, організованих ЦДПП, що допомогло зміцнити своє становище як одного з провідних аналітичних центрів політики в Індії. Через серію лекцій ЦДПП має на меті стимулювати мисленнєві процеси та надихнути людей на дії через переговори, дебати та дискусії про соціальні, політичні, економічні, стратегічні та правові сфери.
- Д-р Шаші Тарур 12 вересня 2012 року відкрив щоквартальну лекцію ЦДПП [14], виступивши з першою щоквартальною лекцією КППР, надихаючи розмову на тему «Свобода вираження поглядів в епоху Інтернету» 12 вересня 2012 року.
- На 2-му кварталі лекції ЦДПП виступив доктор Олександр Леннон, головний редактор Washington Quarterly, на тему «Справжній Китайський Челендж» 17 січня 2013 року.
- Третя щоквартальна лекція ЦДПП виступила відомим вченим професором Мадхавом Гадгілем на тему «Наука, демократія та екологія» 15 квітня 2013 року.
- Четверта лекція КППР була проведена колишнім уповноваженим з питань виборів паном Джеймсом Майклом Лінгдохом на тему «Декриміналізація виборчої системи Індії» 4 жовтня 2013 року.
- 23 грудня 2013 року доктор Хедмон Джейкоб виступив з доповіддю 5-го кварталу ЦДПП на тему «Індопакські відносини: що попереду» 23 грудня 2013 року.
- На 6-й квартальній лекції ЦДПП виступив видатний політолог і проректор віце-канцлера університету Джайн Сандіп Шастрі [16] на тему «Новий електоральний ландшафт: аналіз індійської демократії» 29 березня 2014 року.

## Дискусії, семінари та практикуми
26 квітня 2013 р. ЦДПП організував взаємодію з Меерою Саньял на тему «Управління», колишнім главою RBS.У період з 23 по 25 травня 2013 р. ЦДПП організував триденну програму «Вступний курс ЦДПП з методів соціальних досліджень».

## Верхівки досягнень
ЦДПП помітно проявив свою присутність у суспільстві за короткий проміжок часу. Через академічну та неакадемічну діяльність ЦДПП ініціював зміну існуючої системи суспільства. Воно включає: Центр мобільності: ЦДПП створив концепцію центру мобільності з районною адміністрацією Ернакулам. ЦДПП розробило техніко-економічне обґрунтування для Конфедерації індійської промисловості (CII). Це довгострокове транспортне рішення для міста Кочі [17] [18] На підставі пропозицій Центру досліджень публічної політики (CPPR), Cochin, Kochi Metro Rail Limited вирішили перенести станцію Віттіла на Центр мобільності Віттіла, щоб слідувати за вказівки міністерства містобудування щодо інтеграції різних видів транспорту. [19] Автобуси на великі відстані працюють із хабу Віттіла, і влада концентраторів планує побудувати там нову пристань для човнів як частину своєї другої фази розвитку. Таким чином, проект метро «Кочі» став першим метрополітеном у країні, який з'єднує залізничний, автомобільний та водний транспорт [20].
Кампанія свободи засобів до існування: Проект Закону, Свободи та засобів до існування задокументував норми життєзабезпечення та бар'єри для в'їзного рівня, що регулюють неформальні сектори в 63 індійських містах, визначених для Національної міської місії з відновлення міста Джавахарлал Неру (JNNURM).
Індикатори розвитку Індії: Це онлайн-платформа, яка використовує існуючі інвестиції в дані, стандартизуючи, гармонізуючи та візуалізуючи дані про розвиток у різних резолюціях, таких як штат, округ та парламентський округ. ЦППР здійснив цей проект у 20 штатах та 2 УТ, що охоплювали 378 районів.
Дослідження сектору Autorickshaw в Ченнаї: ЦДПП співпрацює з Civitas Urban Solutions для дослідження, замовленого Фондом Chennai City Connect. Дослідження було спрямоване на пошук причин спотвореного ціноутворення системи тарифів на авторикшоу в Ченнаї. Дослідження було всебічним з більш широкими представницькими зразками пасажирів та водіїв авторикшоу в Ченнаї. Вивчіть запропоновані пропозиції щодо змін політики в секторі. [21]
NDSAP: Міністерство науки та технологій ЦДПП отримало мандат допомагати уряду Індії у підготовці Національної політики обміну даними та доступності (NDSAP), 2011 р. — призначена для задоволення запитів широкої громадськості щодо доступу до державних документів через система з одним вікном.
Дослідження системи пара-транзиту в Ченнаї: Крило міського консультування ЦДПП, Civitas Urban Solutions спільно з Chennai City Connect та підтримане Фондом Sakthi, штат Делі, провели дослідження системи пара-транзиту в місті Ченнаї. Дане дослідження має на меті підняти статус пара-транзитних послуг, формально інтегрувати їх у існуючу та майбутню систему громадського транспорту з дотриманням чітких та прозорих норм. Звіт був підготовлений комітетом з питань дорожнього руху міста Ченнаї, щоб вдосконалити паркування в місті Ченнаї. [22]
Компендіум з політики кампусу в Індії: Ліберальний молодіжний форум (LYF) спільно з Центром досліджень публічної політики (ЦДПП) провів дослідження, в якому проаналізував, як і в якій мірі рекомендації Лінгдоха виконуються в коледжах та університетах, і що були результати. Дослідження демонструє діалоги з освітніми органами та керівниками містечок, щоб зрозуміти, як проводиться політика в університеті.
Правила паркування для Ченнаї: Це дослідження було проведено компанією Civitas Urban Solutions у партнерстві з ЦДПП. Дослідження здійснило чотири приклади та запропонував рекомендації щодо паркувальних місць та інфраструктури. [23]

## Організаційна структура
Д-р Дханурай є головою опікунської ради КППР. [24] [25] До складу консультативної ради входять колишній посол Т. П. Срінівасан, професор Шанта Сінья та професор К. Н. Паніккар.